# William Van Ness Bay
William Van Ness Bay (* 23. November 1818 in Hudson, New York; † 10. Februar 1894 in Eureka, Missouri) war ein US-amerikanischer Jurist und Politiker. Zwischen 1849 und 1851 vertrat er den Bundesstaat Missouri im US-Repräsentantenhaus.

## Leben
William Bay besuchte die öffentlichen Schulen seiner Heimat. Nach einem anschließenden Jurastudium und seiner Zulassung als Rechtsanwalt begann er ab 1836 in Union (Missouri) in diesem Beruf zu arbeiten. Gleichzeitig schlug er als Mitglied der Demokratischen Partei eine politische Laufbahn ein. Zwischen 1844 und 1848 war er Abgeordneter im Repräsentantenhaus von Missouri. Bei den Kongresswahlen des Jahres 1848 wurde Bay im zweiten Wahlbezirk von Missouri in das US-Repräsentantenhaus in Washington, D.C. gewählt, wo er am 4. März 1849 die Nachfolge von John Jameson antrat. Bis zum 3. März 1851 konnte er eine Legislaturperiode im Kongress absolvieren. Diese war von den Diskussionen um die Sklaverei geprägt.
Nach seinem Ausscheiden aus dem US-Repräsentantenhaus praktizierte Bay wieder als Anwalt. Im Jahr 1862 wurde er zum Richter am Supreme Court of Missouri ernannt. Dieses Amt bekleidete er bis zu seiner Entlassung im Jahr 1865 durch Gouverneur Thomas Clement Fletcher. Danach zog William Bay nach St. Louis, wo er als Rechtsanwalt arbeitete. Im Jahr 1886 zog er sich in seinen Ruhestand zurück, den er in Eureka verbrachte. Dort ist er am 10. Februar 1894 auch verstorben.